# Nowa Wieś (Rzegocin)
Nowa Wieś – część wsi Rzegocin w Polsce, położona w województwie świętokrzyskim, w powiecie buskim, w gminie Nowy Korczyn.
W latach 1975–1998 Nowa Wieś administracyjnie należała do województwa kieleckiego.